# ادوارد ام. لاو
ادوارد ام. لاو (انگلیسی: Evander M. Law; ۷ اوت ۱۸۳۶ – ۳۱ اکتبر ۱۹۲۰) فرد نظامی اهل ایالات متحده آمریکا بود.